# Ивашина, Сюзанна
Сюза́нна Ива́шина (; род. 30 июня 1972) — белорусская кёрлингистка.
Играет на позиции третьего.
Кандидат в мастера спорта.
Член национальной смешанной сборной команды Белоруссии.
Занимается кёрлингом с 2010 года.

## Достижения
- Чемпионат Беларуси по кёрлингу среди смешанных команд: золото (2018).

## Команды
| Сезон                                               | Четвёртый           | Третий              | Второй              | Первый              | Запасной                                    | Турниры                          |
| --------------------------------------------------- | ------------------- | ------------------- | ------------------- | ------------------- | ------------------------------------------- | -------------------------------- |
| 2010—11                                             | Екатерина Кириллова | Алина Павлючик      | Наталия Свержинская | Сюзанна Ивашина     | тренер: Дмитрий Кириллов                    | ЧЕ 2011 (гр. C) (5 место)        |
| 2011—12                                             | Екатерина Кириллова | Алина Павлючик      | Наталия Свержинская | Сюзанна Ивашина     | Арина Свержинская                           | ЧЕ 2012 (гр. C)                  |
| 2012—13                                             | Екатерина Кириллова | Алина Павлючик      | Сюзанна Ивашина     | Наталия Свержинская | Арина Свержинская тренер: Дмитрий Кириллов  | ЧЕ 2012 (19 место)               |
| 2014—15                                             | Алина Павлючик      | Наталия Свержинская | Сюзанна Ивашина     | Екатерина Кириллова | Арина Свержинская тренер: Катя Киискинен    | ЧЕ 2014 (19 место)               |
| 2016—17                                             | Алина Павлючик      | Сюзанна Ивашина     | Арина Свержинская   | Маргарита Дешук     | Наталия Свержинская тренер: Александр Орлов | ЧЕ 2016 (17 место)               |
| 2017—18                                             | Алина Павлючик      | Сюзанна Ивашина     | Арина Свержинская   | Маргарита Дешук     | Наталия Свержинская тренер: Александр Орлов | ЧЕ 2017 (20 место)               |
| 2018—19                                             | Алина Павлючик      | Сюзанна Ивашина     | Арина Свержинская   | Маргарита Дешук     | Наталия Свержинская тренер: Александр Орлов | ЧЕ 2019 (гр. C)                  |
| 2019—20                                             | Алина Павлючик      | Оксана Гертова      | Сюзанна Ивашина     | Маргарита Дешук     | тренер: Александр Орлов                     | ЧЕ 2019 (18 место)               |
| Кёрлинг среди смешанных команд (mixed curling)      |                     |                     |                     |                     |                                             |                                  |
| 2011—12                                             | Дмитрий Кириллов    | Алина Павлючик      | Дмитрий Ерко        | Екатерина Кириллова | Наталия Свержинская Сюзанна Ивашина         | ЧЕСК 2011 (21 место)             |
| 2014—15                                             | Алина Павлючик      | Oleksii Voloshenko  | Сюзанна Ивашина     | Юрий Павлючик       |                                             | ЧЕСК 2014 (20 место)             |
| 2015—16                                             | Дмитрий Ерко        | Сюзанна Ивашина     | Илья Шоломицкий     | Вера Досова         |                                             | ЧБСК 2016 (7 место)              |
| 2016—17                                             | Сюзанна Ивашина     | Юрий Караневич      | Арина Свержинская   | Виталий Бурмистров  |                                             | ЧБСК 2017 (5 место)              |
| 2017—18                                             | Илья Шоломицкий     | Сюзанна Ивашина     | Евгений Тамкович    | Татьяна Торсунова   | тренер: Антон Батугин (ЧМСК)                | ЧБСК 2018 · ЧМСК 2018 (14 место) |
| Кёрлинг среди смешанных пар (mixed doubles curling) |                     |                     |                     |                     |                                             |                                  |
| 2018—19                                             | Дмитрий Баркан      | Сюзанна Ивашина     |                     |                     |                                             | ЧБСП 2019 (5 место)              |

(скипы выделены полужирным шрифтом)

## Частная жизнь
Окончила Гродненское училище искусств по специальности «дирижер оркестра народных инструментов». Затем окончила Белорусский государственный университет культуры и искусств по специальности «Социальный педагог» и Белорусский государственный экономический университет (специализация «Экономика и управление туризмом»).
C детства неразлучна со спортом, сама себя записывала в различные кружки. Занималась акробатикой, потом было плавание, затем танцы. Но больше всего времени почему-то занималась дзюдо — 7 лет. В кёрлинг пришла под впечатлением от рассказов об игре, которые она слышала от её тренера по фитнесу, который был и кёрлингистом.